# Campeonato Mineiro de Futebol de 2020 - Segunda Divisão
O Campeonato Mineiro de Futebol de 2020 - Segunda Divisão é a 36ª edição do campeonato estadual de Minas Gerais equivalente à terceira divisão. O torneio contará com a participação de 10 equipes e será realizado entre os dias 21 de novembro de 2020 e 31 de janeiro de 2021.

## Regulamento

### Primeira Fase
As 10 (dez) equipes estão distribuídas em 2 (dois) grupos de 5 (cinco) equipes cada. As equipes se enfrentam em partidas de ida, somando 4 (quatro) jogos para cada equipe. Os 3 (três) primeiros colocados de cada chave avançam para o Hexagonal Final. 

### Hexagonal Final
As 6 (seis) equipes classificadas se enfrentam em partidas de ida, o primeiro colocado é declarado Campeão da Segunda Divisão 2020 e garante o acesso ao Módulo II 2021. O segundo colocado também garante o acesso ao Módulo II 2021.

#### Critérios de desempate
Caso haja empate de pontos entre dois clubes, os critérios de desempates serão aplicados na seguinte ordem:
1. Número de vitórias
2. Saldo de gols
3. Gols marcados
4. Confronto direto
5. Número de cartões vermelhos
6. Número de cartões amarelos
7. Sorteio público na sede da FMF

## Participantes
| Equipe                                        | Cidade                | Em 2019         | Estádio                     | Capacidade | Títulos         |
| --------------------------------------------- | --------------------- | --------------- | --------------------------- | ---------- | --------------- |
| América Futebol Clube                         | Teófilo Otoni         | 10º (Módulo II) | Nassri Mattar               | 5.000      | 0 (não possui)  |
| Atlético Clube Três Corações                  | Três Corações         | 4º              | Estádio Elias Arbex         | 6.500      | 2 (1986 e 1992) |
| Sport Club Aymorés                            | Ubá                   | -               | Estádio Affonso de Carvalho | 2.000      | 0 (não possui)  |
| Betis Futebol Clube                           | Ouro Branco           | 14º             | Municipal José Mapa Filho   | 3.000      | 0 (não possui)  |
| Contagem Esporte Clube                        | Contagem              | -               | Estádio Jurandir Elias      | 5.000      | 0 (não possui)  |
| Clube Esportivo Passense de Futebol e Cultura | Passos                | -               | Starling Soares             | 13.000     | 0 (não possui)  |
| Poços de Caldas Futebol Clube                 | Poços de Caldas       | -               | Ronaldão                    | 7.000      | 0 (não possui)  |
| Santarritense Futebol Clube                   | Santa Rita do Sapucaí | 12º             | Coronel Erasmo Cabral       | 3.000      | 0 (não possui)  |
| Uberaba Sport Club                            | Uberaba               | 11º (Módulo II) | Uberabão                    | 20.500     | 0 (não possui)  |
| União Luziense Esporte Clube                  | Santa Luzia           | 11º             | Frimisão                    | 2.300      | 0 (não possui)  |